# 渡辺容子
渡辺 容子（わたなべ ようこ、1959年8月26日 - ）は、日本の小説家、推理作家。

## 略歴
東京都生まれ。東京女学館短期大学卒業。
会社勤務を経てジュニア小説作家となり、その後、大人向けの小説に転身。
1992年、『売る女、脱ぐ女』で小説現代新人賞受賞。
1996年、女性保安士を主人公とした本格派推理小説『左手に告げるなかれ』で江戸川乱歩賞を受賞した。

## 著作
- 『無制限』（講談社） 1998.3、のち講談社文庫 2001.2
- 『斃れし者に水を』（祥伝社） 1999.1、のち講談社文庫 2001.6
- 『流さるる石のごとく』（集英社） 1999.10、のち講談社文庫 2003.1
- 『薔薇恋』（講談社文庫） 2001.10
- 『魔性』（双葉社） 2006.11、のち双葉文庫 2010.6
- 『イン・パラダイス』 （双葉社）2008.11
  - 改題文庫化『劇薬』（双葉文庫） 2014.11
- 『死神は恋を連れてやってきた』 （双葉社） 2012.9
  - 改題文庫化『蒼い月 死神と朝食を』（双葉文庫） 2015.11
- 『当選請負人 千堂タマキ』（小学館文庫） 2014.9

### 八木薔子シリーズ
- 『左手に告げるなかれ』（講談社） 1996.9、のち講談社文庫 1999.7
- 『エグゼクティブ・プロテクション』（講談社） 2011.6  - 連載時タイトル「リボーン - 復活」を改題
  - 改題文庫化『要人警護』（講談社文庫） 2014.4
- 『ターニング・ポイント - ボディーガード八木薔子』（講談社文庫） 2012.5 - 短編集

収録作品：「右手に秋風」「去年の福袋」「サボテン」「ターニング・ポイント」「バックステージ」
- 『罪なき者よ、我を撃て』（講談社） 2013.7 - シリーズのスピンオフ作品。八木薔子は脇役として登場。
  - 改題文庫化『ボディーガード 二ノ宮舜』（講談社文庫） 2015.4

### アンソロジー
「」内が収録されている渡辺容子の作品
- 『ザ・ベストミステリーズ 1998 推理小説年鑑』（講談社） 1998.6  - 「去年の福袋」
  - のち分冊として改題文庫化『殺人者 ミステリー傑作選38』（講談社文庫） 2000.11
- 『私は殺される』（ハルキ文庫） 2001.3 - 「ロープさん」
- 『乱歩賞作家 青の謎』（講談社） 2004.8、のち講談社文庫 2007.7 -「ターニング・ポイント」

## 映像化作品
テレビドラマ
- 「左手に告げるなかれ」（1997年12月12日、フジテレビ系「金曜エンタテイメント」枠で放送、主演：天海祐希）
- 「罠の二重誘拐」（2002年2月9日、テレビ朝日系「土曜ワイド劇場」枠で放送、主演：池上季実子、原作：流さるる石のごとく）